# Sonino
Sonino – osada w Polsce położona w województwie zachodniopomorskim, w powiecie świdwińskim, w gminie Brzeżno.